# Oude Rijksweg ('s-Hertogenbosch)
De Oude Rijksweg (ten zuiden van de Maas Treurenburg geheten) is een weg tussen Hedel en 's-Hertogenbosch. Was de weg in de decennia na de Tweede Wereldoorlog een belangrijke schakel in het noord-zuidverkeer tussen Utrecht en 's-Hertogenbosch, vanaf de jaren zeventig tot 2009 is de Oude Rijksweg stapsgewijs gedegradeerd tot een regionale/lokale verbindingsweg tussen het zuiden van de Bommelerwaard en 's-Hertogenbosch.

## Route
De weg begint sinds december 2009 even ten noorden van Hedel, bij een rotonde met het destijds opgeleverde verlegde deel van de N831 (Alem-Wijk en Aalburg). Deze rotonde biedt tevens toegang tot het centrum van Hedel. Vanaf de rotonde loopt de weg zuidwaarts en de eerste zijweg is de weg naar Velddriel en Kerkdriel, waar tot eind 2009 de N831 over geleid werd. Vervolgens gaat de weg langs Hedel, waarna een afslag naar het centrum van het dorp volgt. De Oude Rijksweg splijt de bebouwde kom van Hedel hier in twee stukken, maar behoort niet tot de bebouwde kom van het dorp.
Na de afslag Hedel wordt de weg over de Hedelse Maasbrug geleid, Noord-Brabant in. Daar ligt de weg langs het spoor aan de rand van een Bosch' industrieterrein. Nadat de Oude Rijksweg over de A59 gaat (zonder hiermee in directe verbinding te staan), eindigt zij tussen de Bossche wijken Hambaken en Orthen.

## Geschiedenis

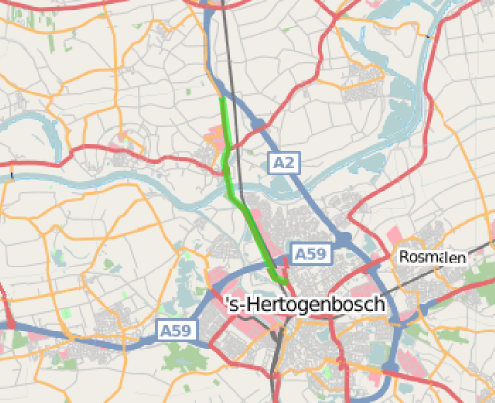
Oude Rijksweg (1970-2009)

Vanaf ongeveer 1956 tot 1970 was deze weg onderdeel van autosnelweg A2; de weg bestond destijds (met uitzondering van de Maasbrug) uit tweemaal twee rijstroken met enkele vluchthavens. In 1970 werd de A2 met een boog om 's-Hertogenbosch geleid waardoor de weg de status van Rijksweg en zijn belangrijke positie in het noord-zuidverkeer verloor. Dit deel van de A2 begint ten zuiden van het tankstation De Lucht, zo'n anderhalve kilometer ten noorden van Hedel. De Oude Rijksweg werd vanaf de A2 bereikbaar via afslag 18 (Hedel/Ammerzoden), die in 2009 vanwege de verbreding van de A2 gesloopt zou worden.
Het gedeelte van De Lucht tot aan de Maasbrug werd al kort na 1970 versmald tot een tweestrooksweg. Het gedeelte vanaf de Maasbrug tot Orthen, zo'n vier kilometer, bleef een vierstrooksweg tot maart 2004. De versmalling aan de Bossche zijde diende om plaats te maken voor een bedrijventerrein. Het enige restant van de vierstrooksweg is het voor een tweestrooksweg zeer brede viaduct over de A59.

Het gedeelte ten noorden van de rotonde bij Hedel, dat door het vervallen van afslag 18 (De Lucht) op de A2 een doodlopende weg geworden was, is in 2010 aangesloten op de Achterdijk. De route Oude Rijksweg, Achterdijk tot aan de Provinciale N 832 is verkeerskundig opgewaardeerd en doet dienst als zwaar-verkeersroute naar Ammerzoden en rondweg om de dorpen Hedel en Ammerzoden.